# Valkiarova
Valkiarova är en kulle i Finland.   Den ligger i den ekonomiska regionen  Fjäll-Lappland  och landskapet Lappland, i den norra delen av landet, 800 km norr om huvudstaden Helsingfors. Toppen på Valkiarova är 252 meter över havet, eller 73 meter över den omgivande terrängen. Bredden vid basen är 2,1 km.
Terrängen runt Valkiarova är huvudsakligen platt.  Trakten runt Valkiarova är nära nog obefolkad, med mindre än två invånare per kvadratkilometer.